# Hikmat Mizban Ibrahim al-Azzawi
Hikmat Mizban Ibrahim al-Azzawi (1933 – 27 de enero de 2012) fue un político iraquí, quién había sido vice primer ministro de Irak, y Ministro de Finanzas en dos ocasiones durante el régimen de Sadam Hussein.
Originalmente, Azzawi se había formado como economista. En 1960, fue arrestado durante una manifestación contra el Primer ministro y militar Abdul Karim Qasim. Comenzó a militar el Partido Baaz Árabe Socialista en 1968 y fue nombrado Subsecretario de Estado de Comercio. Fue despedido de todas sus designaciones oficiales en 1982, siendo degradado un trabajo administrativo inferior, y además, fue expulsado del partido. En 1985 llegó a ser Gobernador del Banco Central de Irak, pero en abril de 1987, fue humillado en una reunión pública y fue despedido severamente, debido a que rechazó la transferencia de una gran suma de dinero solicitado por uno de los tíos de Sadam.
En 1995, Sadam se vio forzado a reintegrarlo como Ministro de Finanzas.
En julio de 1999, se le concedió el título honorífico de vice primer ministro de Irak. Tras la invasión de Irak por Estados Unidos en 2003, fue registrado como el número 45 (8 de diamantes) en la baraja de cartas de Los más buscados de Irak. El 19 de abril de 2003, al-Azzawi fue arrestado de forma pacífica en su residencia en Bagdad, por la policía iraquí y entregado al ejército de los Estados Unidos.
Al-Azzawi falleció el 27 de enero de 2012, a los 79 años, por falta de insumos para un tratamiento del corazón. Un vocero del gobierno declaró que su salud se había deteriorado debido a la vejez, aunque otros indican que murió producto de un cáncer.